# Mirushen
Mirushen (in armeno Մյուրիշեն?, in azero Mirikənd), talvolta anche Myurishen, è una piccola comunità rurale del distretto di Xocavənd, in Azerbaigian, fino al 2024 appartenente alla regione di Martuni nella repubblica dell'Artsakh (fino al 2017 denominata repubblica del Nagorno Karabakh).
Nel 2005 contava duecento abitanti e sorge in zona collinare, prossima all'ex confine con la regione di Askeran.